# Martha Reynoso
Martha Reynoso Zayas (4 dicembre 1951) è un'ex cestista cubana.

## Carriera
Con Cuba ha disputato i Campionati mondiali del 1971.